# José R. Somoza
José R. Somoza (Masatepe, Nicaragua, 3 de mayo de 1914-Miami, Estados Unidos, 24 de diciembre de 2004) fue un militar de Nicaragua.
Hijo de Anastasio Somoza García y una sirvienta; Claudia Rodríguez, fue reconocido cuando Salvadora Debayle, esposa de su padre, le pidió a este que lo hiciera. Era hermano por parte de padre de Lillian, Luis Anastasio y Anastasio Somoza Debayle (Tachito). Criado por su abuela paterna, doña Julia García de Somoza, ingresó a la Academia Militar desde muy joven y alcanzó el rango de mayor. Se casó con la señora Leonor Abrego.

## La rebelión del 4 de abril
El 4 de abril de 1954, Domingo de Resurrección, un grupo de ex oficiales de la Guardia Nacional GN y algunos civiles planearon emboscar a su padre ese día en la Carretera Panamericana, en el departamento de Managua. Pero el plan fracasó por 3 causas: 1. Porque Somoza García iba a recibir unos caballos enviados desde Argentina que le regaló el presidente de ese país, el General Juan Domingo Perón. 2. Porque uno de los complotados delató a sus camaradas y 3. Falta de coordinación entre ellos. Varios fueron capturados por él y el mayor Agustín Peralta (jefe de la Tercera Compañía) tales como: Luis Felipe y Adolfo Báez Bone, Rafael Chosieul Praslin, Pablo Leal Rodríguez (padre del futuro canciller, en el gobierno del Ingeniero Enrique Bolaños Geyer, 2002-2007, Ernesto Leal Sánchez), Agustín Alfaro, Luis Felipe Gaboardi, Optaciano Morazán, Jorge Rivas Monte (militar hondureño), etcétera. Varios de estos fueron asesinados en la zona de Cuatro Esquinas, cerca de Jinotepe la cabecera del departamento de Carazo o capturados posteriormente en los cafetales carazeños.
Los titulares de los periódicos, sobre todo del diario opositor La Prensa y Novedades (de Somoza), decían que los conjurados "murieron en combate" lo que era mentira hasta cierto punto, pues en dicha carretera en el llano de Pacaya hubo un tiroteo en el cual los sublevados mataron a dos soldados de la GN de un retén, y ofrecían recompensas por el paradero de los vivos. Uno de estos (Adolfo Báez Bone) fue torturado por el hijo menor de Somoza, Tachito, en la Casa Presidencial y le escupió sangre a la camisa de este diciéndole que su sangre lo iba atormentar por el resto de su vida. Los restos de los rebeldes fueron enterrados cerca de Jinotepe y allí estuvieron hasta 1962 cuando el hijo de uno de los complotados, Ernesto Leal Sánchez, los trasladó al Cementerio General de la capital Managua, donde actualmente reposan cerca de la cripta de los oficiales de la GN donde están los restos de Tacho y su hijo Luis Somoza Debayle.
Al mayor Agustín Peralta, compadre del rebelde Agustín Alfaro y comandante de la Tercera Compañía, se le culpó durante mucho tiempo de ser el responsable de los asesinatos, aun cuando se retiró de la Guardia Nacional con el grado de coronel en 1960. Muchos libros como Estirpe sangrienta: Los Somoza (1958, del Doctor Pedro Joaquín Chamorro Cardenal, director de La Prensa; Memorias de un soldado 2002, del coronel Francisco Boza; La saga de los Somoza 2001, del teniente Agustín Torres Lazo, etcétera, lo culpan del hecho. Pero en una entrevista que le hizo el historiador y periodista Roberto Sánchez Ramírez, publicada por La Prensa del lunes 17 de octubre de 2005 Peralta aclaró que el coronel Anastasio Somoza Debayle es el verdadero responsable del hecho, pues este falsificó la firma de su padre con una orden escrita.

## General de Brigada
En 1971 fue nombrado general de brigada cuando su hermano Anastasio Somoza Debayle ejercía el poder y la jefatura de las fuerzas armadas.
Ascendido a inspector general de la Guardia Nacional GN y en 1976 hasta la caída del régimen somocista fue Jefe Director.

## La toma de la casa de José María Castillo Quant
Cuando su hermano por parte de padre, Anastasio Somoza Debayle, recién había iniciado su segundo periodo como Presidente de Nicaragua el 1 de diciembre de 1974, pocas semanas después (cerca de las 11 de la noche del 27 del mismo mes y año) un comando de la guerrilla del Frente Sandinista de Liberación Nacional (FSLN) al mando del comandante Eduardo Contreras e integrado por Hugo Torres, Joaquín Cuadra Lacayo, Javier Carrión McDonough (ambos futuros jefes del Ejército de Nicaragua en los períodos 1995-2000 y 2000-2005 respectivamente) y otros 9 guerrilleros, asaltó la casa del Doctor José María Castillo Quant, Ministro de Agricultura y Ganadería, ubicada en el Colonial Los Robles, en Managua, mientras allí se celebraba una fiesta. El asalto se dio después de que salieron de la casa el Embajador de Estados Unidos en Nicaragua Turner Shelton y el general José R. Somoza quienes tenían guardaespaldas. Entre los invitados a la fiesta, tomados como rehenes, estaba el Doctor Guillermo Sevilla Sacasa (esposo de Lillian Somoza Debayle), Decano del Cuerpo Diplomático en Washington D. C. y cuñado de Somoza junto con otras 20 personas, entre miembros del Gabinete Gubernamental y sus esposas.
Castillo Quant fue el único muerto en el operativo por un disparo que le hizo Cuadra al querer resistirse a la toma de su casa y el comando exigió la liberación de 8 reos sandinistas (entre ellos el actual presidente de la nación Daniel Ortega Saavedra), medio millón de dólares y un avión con algunos rehenes para ir a Cuba tres días después, lo que se logró con la mediación de Monseñor Miguel Obando y Bravo, Arzobispo de Managua y también porque Lillian viajó a Managua para pedirle a su hermano Anastasio que cediera a las exigencias del FSLN, y así evitar que mataran a su esposo. Esto causó que su hermano decretara el estado de sitio y la censura de prensa por 33 meses hasta el 19 de septiembre de 1977 contra los medios de comunicación opositores.

## La toma del Palacio Nacional
El 22 de agosto de 1978 otro comando de 25 miembros del FSLN, al mando de Edén Pastora Gómez (Comandante Cero), Hugo Torres (Comandante Uno) y Dora María Tellez (Comandante Dos), asaltó el Palacio Nacional (sede del Congreso Nacional, el Tribunal de Cuentas, la Dirección General de Ingresos, los Ministerios de Gobernación, y de Hacienda y Crédito Público). Entre los rehenes estaban su pariente Luis Pallais Debayle (primo de su hermano Anastasio), Presidente de la Cámara de Diputados y su hijo José Somoza Abrego (sobrino de Tachito); la Escuela de Entrenamiento Básico de Infantería EEEBI (dirigida por su sobrino, el Mayor Anastasio Somoza Portocarrero, hijo de Somoza Debayle) intentó recuperar el Palacio ese mismo día, pero el comando rechazó el intento y exigió la liberación de varios guerrilleros presos, diez millones de dólares - de los cuales Tachito solo pago 1/2 millón - y 2 aviones para viajar a Panamá y Venezuela junto con algunos rehenes y Monseñor Obando (llamado despectivamente por Tacho como Comandante Miguel). 2 días después se cumplieron sus exigencias, pues Tacho no quiso recuperar el Palacio por temor a una masacre de los rehenes y de que los guerrilleros mataran a su primo y sobrino.

## Exilio y muerte
La madrugada del martes 17 de julio de 1979, a las 2:00 de la mañana, un helicóptero Sikorski, que despegó de la EEBI y aterrizó en la Loma de Tiscapa, frente al costado norte de las ruinas de la Casa Presidencial (destruida por el terremoto de Managua del 23 de diciembre de 1972), lo recogió a él, a su hermano Anastasio (quien había renunciado a la presidencia la noche anterior, ante el Congreso reunido en Hotel Intercontinental Managua, actual Hotel Crowne Plaza) y los más fieles colaboradores de este. Fueron conducidos al Aeropuerto Internacional Las Mercedes (hoy Aeropuerto Internacional de Managua Augusto C. Sandino) de donde huyeron a Miami, Florida, Estados Unidos, junto con los miembros del Gabinete Gubernamental, sus familias y varios militares en 5 aviones, poniendo fin al régimen somocista. Esto fue contado por el capitán Abel Toledo, piloto del helicóptero, a Nicolás López Maltez, director del diario La Estrella de Nicaragua, en julio de 2004.
En 1994 sufrió un severo derrame cerebral que lo mantuvo en una prolongada agonía hasta su fallecimiento a las 5 PM del 24 de diciembre de 2004 en el Baptist Hospital de Miami. Fue enterrado el 27 de diciembre en el Woodlawn Park North Cemetery and Mausoleum, el mismo cementerio donde descansan los restos de su hermano y de la esposa de este Hope Portocarrero.